# Скородум (Упоровський район)
Скороду́м (рос. Скородум) — село у складі Упоровського району Тюменської області, Росія.
Населення — 471 особа (2010, 517 у 2002).
Національний склад станом на 2002 рік:
- росіяни — 91 %